# Valiato de Hüdavendigâr
El valiato de Hüdavendigâr (en turco otomano: ولايت خداوندگار‎, romanizado: Vilâyet-i Hüdavendigâr, tomado directamente del persa que significa "Dominio del Señor"), o de Bursa después de su centro administrativo, era una división administrativa de primer nivel (valiato) del Imperio otomano. A principios del siglo XX, según se informa, tenía un área de 26 248 millas cuadradas (67 982,3 km²).
El nombre Hüdavendigâr era un nombre otomano poético para Bursa, de la palabra persa خداوندگار, Khodavandegār, que significa Dios, Señor. 

## Economía
En 1920, los británicos habían descrito al valiato como "uno de los más prósperos de Anatolia". Las regiones norte y oeste fueron ocupadas principalmente por cristianos. Las tierras altas estaban pobladas por inmigrantes turcos de Europa. La zona cercana al mar de Mármara se consideraba la más fértil, y una gran parte del valiato era "pantanosa y febril, especialmente entre Bursa y Panderma". El valiato produce trigo, cebada, maíz, frijoles y semillas en las regiones norte y oeste. En toda la región también se producía opio, tabaco y algodón. El área alrededor del lago Iznik producía arroz. El área de Balıkhisar produjo "algunas de las mejores frutas cultivadas en Turquía". La cebada también es de gran producción en las tierras altas y se exporta a Inglaterra. 
La producción de seda fue considerada la más valiosa de la región durante el siglo XX. El valiato tenía escuelas dedicadas a la producción de seda. La región había obtenido semillas de gusanos de seda de Francia. Bursa era el corazón de la producción de seda. La seda se exportaba principalmente, a veces como hilo o capullos. A mediados del siglo XIX, una enfermedad se propagó a través del gusano de seda, provocando una disminución en la producción. A partir de 1920, la enfermedad fue erradicada y el negocio se mantuvo estable. La producción de algodón se mantuvo estable y las toallas y las batas eran artículos comunes producidos a partir de algodón. También se produjeron terciopelo y fieltro. El fieltro se utilizó para sillas de montar y otros artículos relacionados con la equitación . La zona también confeccionaba piel curtida y alfombra . La ciudad de Kütahya creó azulejos y alfarería. También se producía jabón y harina en el valiato.
El lignito se extraía en el área entre Kirmasti (hoy Mustafakemalpaşa) y Mihaliç (hoy Karacabey). Hacia el final de la Primera Guerra Mundial, la región exportaba aproximadamente 300 toneladas de lignito mensualmente a Estambul. La cromita, el mercurio, el mármol, la tierra de batán y el antimonio también abundaban en la región a principios del siglo XX.

## Historia ambiental
En la década de 1920 se describió que la región tenía "bosques hermosos", con una estimación de 23 000 kilómetros cuadrados. Los británicos describieron el área de Ainegeul como la que tenía la madera más "rica". Gediz tenía una gran población de robles. El vilayet en general tenía poblaciones de árboles de abeto, roble, olmo, castaño, haya y carpe.

## Divisiones administrativas
Sanjacados del valiato:
1. Sanjacado de Bursa (Bursa, Gemlik, Pazarköy, Mihalıç, Mudanya, Kirmastı, Atranos)
2. Sanjacado de Ertuğrul (Bilecik, Söğüt, İnegöl, Yenişehir)
3. Sanjacado de Kütahya; perteneció a Hüdavendigar desde 1867, se convirtió en sanjacado independiente el 4 de abril de 1915 después de la Segunda Era Constitucional.[12] (Kütahya, Eskişehir (se convirtió en un centro de sanjacado el 14 de abril de 1910 en Hudâvendigar con kazas de Mahmudiye y Seyitgazi),[13] convirtió en un sanjacado independiente el 4 de abril de 1915),[14] Uşak, Simav, Gediz)
4. Sanjacado de Karahisar-i Sahip (se convirtió en un sanjacado independiente el 4 de abril de 1915; Afyonkarahisar, Sandıklı, Aziziye, Bolvadin,[15] Dinar (era parte de Sandıklı hasta 1908), Çivril (era parte de Sandıklı hasta 1908, a continuación, Dinar entre 1908 y 1910))
5. Sanjacado de Karesi (Balıkesir, Edremit, Erdek, Ayvalık, Balya, Bandırma, Burhaniye, Sındırgı, Gönen)